# Henry Wilfred Brolemann
Henry Wilfred Brolemann (före 1920 Brölemann), född den 10 juli 1860 i Paris, död den 31 juli 1933 i Forges d'Abel, var en fransk entomolog och myriapodolog samt ordförande i Société entomologique de France.
Han är känd för sina arbeten med enkelfotingar och dubbelfotingar där han namngivit omkring 500 arter. 
Auktorsnamnet Brölemann kan användas för Henry Wilfred Brolemann i samband med ett vetenskapligt namn inom zoologin; se Wikipedia-artiklar som länkar till auktorsnamnet.